# Chadschiew-Gletscher
Der Chadschiew-Gletscher (bulgarisch Хаджиев ледник Chadschiew lednik) ist ein 12 km langer und 4 km breiter Gletscher im Norden der Alexander-I.-Insel westlich der Antarktischen Halbinsel. An der Nordseite der Havre Mountains fließt er nordnordwestlich des Foreman-Gletschers, nördlich des Wubbold-Gletschers sowie östlich des Lennon-Gletschers in nördlicher Richtung zwischen dem Igralishte Peak im Westen und Mount Newman im Osten zum Bongrain-Piedmont-Gletscher.
Britische Wissenschaftler kartierten ihn 1971. Die bulgarische Kommission für Antarktische Geographische Namen benannte ihn 2017 nach dem bulgarischen Komponisten Paraschkew Chadschiew (1912–1992).